# Озимка
Озимка — река в России, протекает в Инзенском районе Ульяновской области. Устье реки находится в 18 км по левому берегу реки Сюксюм. Длина реки составляет 11 км. На реке расположены населённые пункты Большие Озимки и Малые Озимки.

## Данные водного реестра
По данным государственного водного реестра России относится к Верхневолжскому бассейновому округу, водохозяйственный участок реки — Сура от Сурского гидроузла и до устья реки Алатырь, речной подбассейн реки — Сура. Речной бассейн реки — (Верхняя) Волга до Куйбышевского водохранилища (без бассейна Оки).
Код объекта в государственном водном реестре — 08010500312110000036579.